# Acrotomia mucia
Acrotomia mucia är en fjärilsart som beskrevs av Druce 1892. Acrotomia mucia ingår i släktet Acrotomia och familjen mätare. Inga underarter finns listade i Catalogue of Life.